# René Thorel
René Thorel, né le 9 juin 1877 dans le 9e arrondissement de Paris et mort pour la France à Douaumont dans le département de la Meuse le 8 juin 1916, est un militaire, photographe et journaliste français du XXe siècle. Son nom est inscrit au Panthéon parmi les 560 écrivains morts au combat pendant la Première Guerre mondiale. Il est le fondateur du Cercle national pour le soldat de Paris.

## Biographie
René Marie Eugène Thorel, né le 9 juin 1877 au no 49 de la rue de Trévise à Paris est le fils de Louis Edouard Thorel (1838-1919), négociant et de Jeanne Émilie Langlois (1847-1921). 
Il fait ses études à l'École Gerson puis prépare le concours de l'École spéciale militaire de Saint-Cyr, mais ne peut y prétendre du fait de sa très mauvaise vue. L.-A. Dardet écrit que « ce fut la plus grosse déception de sa vie ». 
Doué pour la musique, il apprend très jeune le piano et a pour professeurs l'organiste Henri Dallier puis le compositeur Vincent d'Indy à la Schola Cantorum. Son père étant un camarade d'enfance de Camille Saint-Saëns, il le rencontre régulièrement et en devient le biographe. Il est ainsi l'auteur de nombreux articles et de photographies sur le compositeur pour Les Annales politiques et littéraires. C'est sur les conseils de Saint-Saëns qu'il entre dans le monde des lettres comme critique musical. Poète et conteur, il écrit également des chroniques sur l’art et des essais sur la vie militaire pour différentes publications comme L’Écho de Paris, Le Figaro, Le Gaulois et la Revue illustrée. 
D'abord exempté par le conseil de révision en 1898 pour son astigmatisme, il réussit à obtenir de faire son service militaire comme simple soldat, engagé volontaire pour 3 ans, en mars 1904 au 33e régiment d'infanterie à Arras. Passé caporal en octobre 1904, il termine son engagement avec le grade de sergent. 
Il est envoyé avec son régiment pour assurer l'ordre sur le site de la catastrophe de Courrières en mars 1906 et en rend compte pour Les Annales ; il y revient en mars 1908 pour un nouvel article sur les rescapés de la plus grande catastrophe minière européenne de l'époque (plus de 1000 morts). 
Passé dans la réserve, il est promu sous-lieutenant puis lieutenant en juillet 1912 au 147e régiment d'infanterie à Sedan,. 
C'est pendant son service militaire qu'il conçoit l'idée de fonder le Cercle national pour le soldat de Paris sur le modèle de l'Union Jack Club qui ouvre ses portes à Londres en 1907,,. Après avoir animé pendant 3 ans la salle de récréation de son régiment, il écrit les bases de ce qu'il souhaite promouvoir et publie en 1909 Un cercle pour le soldat, afin d'occuper ses loisirs à l'intérieur et à l'extérieur de la caserne. Le Cercle est inauguré le 1er octobre 1909 et s'installe au no 15 de la rue Chevert dans le 7e arrondissement de Paris avec le soutien du général Henri de Lacroix. Le journal Le radical écrit que le but poursuivi est « d'offrir aux nombreux soldats désœuvrés de la garnison de Paris un vaste abri gratuit dans lequel ils se sentiront chez eux. […] Au Cercle national, ils trouveront désormais des salles de lecture ; de jeux (pas de jeux d'argent, bien entendu) ; un bar hygiénique (sans alcool) ; des lavabos ; salle de billard ; un théâtre […] enfin, une salle pour le dépôt des valises. Le Cercle national est encouragé par l'autorité militaire […] car il ne s'agit ici que de préserver la santé du soldat des dangers de l'alcoolisme et de la débauche ». Le général de Lacroix rapporte en janvier 1913 que le Cercle « reçoit par an environ 30 000 soldats de toutes armes ». Le Cercle est reconnu d'utilité publique par décret du 11 janvier 1921. 
À la mobilisation, il est affecté au 1er régiment étranger, mais demande à retourner à son ancien régiment. Celui-ci étant déjà parti, il rejoint le 347e régiment d'infanterie constitué avec les bataillons de réserve du 147e régiment d'infanterie. Il est nommé capitaine en septembre 1914 à Fère-Champenoise après avoir été blessé au pied d'un éclat d'obus. Après avoir été soigné à Anglure, Cahors et Saint-Nazaire, il retourne finir sa convalescence à son dépôt où on lui confie la formation de la classe 1915. Il est renvoyé à Reims en janvier 1915 où son régiment prépare les travaux de défense. L'album de photographies qu'il prend de la Cathédrale de Reims protégée par des sacs de terre après les bombardements est conservé par le bibliothèque de Reims. 
Après 45 jours dans les tranchées, il tombe malade et doit être évacué de nouveau et ne rejoint son régiment qu'en novembre 1915. Fin mai 1916, son régiment est envoyé devant Verdun à l'assaut du fort de Douaumont. C'est également en mai 1916, que l'actrice Sarah Bernhardt, alors âgée de 72 ans, lui écrit une lettre pour lui demander de l'aider à se rendre au plus près du front. 
René Thorel est tué par un éclat d’obus devant Douaumont le 8 juin 1916, la veille de ses 39 ans,,. 
Ses Souvenirs de Guerre sont publiés en 1918. 

## Œuvres principales
- De l'influence du cadre dans les œuvres d'art, 1904
- Admission des officiers de réserve dans l'armée active, 1908
- Un Cercle pour le soldat, 1909
- Souvenirs de guerre, 1918

## Distinctions
- Croix de guerre 1914–1918

## Hommages
- Le nom de René Thorel est inscrit au Panthéon dans la liste des 560 écrivains morts pour la France[22].
- Son nom figure sur le Monument aux Parisiens morts pendant la Première Guerre.